# Sei Rengas I
Sei Rengas I is een bestuurslaag in het regentschap Medan van de provincie Noord-Sumatra, Indonesië. Sei Rengas I telt 4408 inwoners (volkstelling 2010).